# Neubrück (Hennigsdorf)
Neubrück war ein Wohnplatz an der Havel gegenüber von Hennigsdorf. Das ehemalige Zollhaus mit Gasthof an der Havelbrücke wurde am Kriegsende im April 1945 größtenteils zerstört. Zu Beginn des 20. Jahrhunderts entstand etwas weiter südlich ein Sägewerk einer Berliner Klavierfabrik, das die Ortsbezeichnung Neubrück übernahm und bis heute trägt.

## Lage, frühe Geschichte
Neubrück liegt unmittelbar am Ostufer der Havel, am Südwestrand der Hochfläche des Barnim. Nach Büsching wurden Brücke, Damm und Zollhaus 1506 angelegt, vorher musste man sich in einem Kahn über die Havel setzen lassen.
Es kann angenommen werden, dass Brücke und Gebäude im Dreißigjährigen Krieg, vermutlich in den 1630er Jahren, größtenteils zerstört und erst nach 1648 wieder aufgebaut wurden. In den 1650er Jahren richtete der Große Kurfürst eine fahrende Post zwischen Berlin und Hamburg (Alte Hamburger Poststraße) ein, die über die Hennigsdorfer Havelbrücke verlief. Als die Schweden Ende 1674 nach Brandenburg einfielen, wurde die Brücke von den Verteidigern der kurfürstlichen Residenzstadt voreilig eingerissen, letztendlich rückten die feindlichen Truppen aber nicht auf Berlin vor.
Um 1676/1680 war Joachim Knütter churfürstlich brandenburgischer Zollverwalter zur Neuen Brücke, etwa 40 Jahre später Martin Heinrich Schmidt, vermutlich sein Schwiegersohn (beide waren auch Besitzer des Hennigsdorfer Lehnschulzenhofes). Wahrscheinlich ist der Name Neubrück erst zu dieser Zeit entstanden. Das Zollgebäude war kurfürstlich-brandenburgisch, ab 1701 königlich-preußisch, der Zolleinnehmer, der den Wegzoll kassierte, wurde von der kurfürstlichen beziehungsweise königlichen Verwaltung eingesetzt. Der Damm, der auf die Brücke führte, wurde als schlimmer Weg bezeichnet, war aus Sand aufgeschüttet, teilweise ein Knüppeldamm und erst in der zweiten Hälfte des 18. Jahrhunderts vollständig gepflastert.

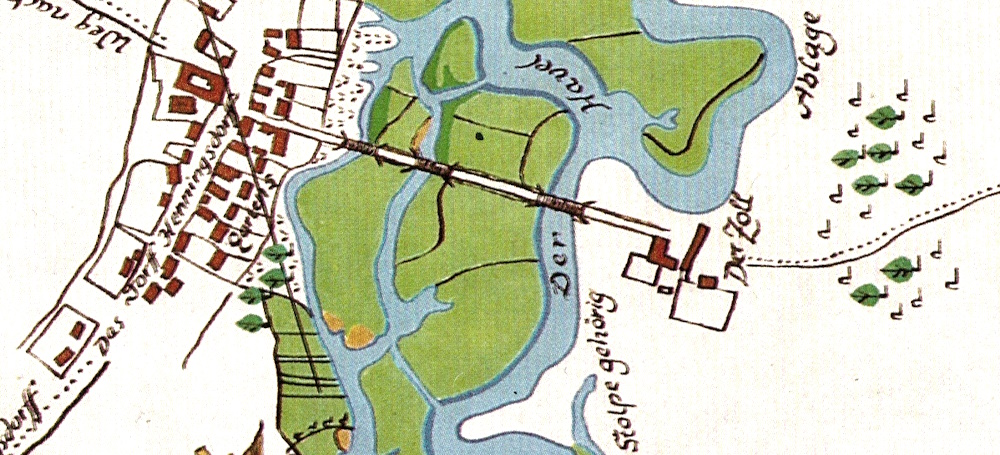
Der Zoll Neubrück an der Havel, 1794 (Geheimes Staatsarchiv zu Berlin, Kopie in der stadtgeschichtlichen Ausstellung Hennigsdorf)

Aus der Reisebeschreibung von Büsching geht auch hervor, dass die Havel zu der Zeit – am Ende des 18. Jahrhunderts – aus drei Armen bestand, also auch drei hintereinanderliegende Brücken vorhanden waren, von denen die östliche den Hauptstrom und Hauptschifffahrtsweg überspannte und deswegen eine Zugbrücke war. Nach einer Karte von 1794 bestand der Zoll aus mehreren Gebäuden: im großen Haupthaus befanden sich unter anderem Wohnräume für den königlichen Zolleinnehmer und den Gastwirt nebst Familien, eine Schankwirtschaft und dazugehörige Fremdenzimmer. Ein langes Stallgebäude zog sich bis über die Straße hin, hatte also vermutlich eine Durchfahrt, die verschlossen werden konnte.

## 19. und 20. Jahrhundert
Um 1801 – Neubrück hatte 13 Einwohner – war der aus der Hofgärtner-Familie Sello stammende Ernst Heinrich Samuel Sello Zoll-Inspektor zu Neubrück, der 1806 den Durchmarsch der Franzosen und die Plünderung und Verwüstung des Zollhauses erlebte. Mit dem Wegfall der Binnenzölle nach den Preußischen Reformen wurde nur noch Brückengeld – weiterhin auch Brückenzoll genannt – für das Überqueren der Brücken, und das sogenannte Aufziehgeld von den Schiffern für das Hochziehen der Klappbrücke kassiert. Haus und Gastwirtschaft wurden nun in Erbpacht vergeben und etwas später Eigentum. Genannt sind noch die Einnehmer Johann Friedrich Bugge und der zweite Ehemann seiner Witwe, Johann Friedrich August Döring. Die Pächter der Gastwirtschaft wechselten öfter (1827: Kämpfer, 1830: Wolter, um 1835: Sello, 1838: Schmidt, 1842: Iden, 1846: Beerbaum). 1856 hatte Neubrück 8 Einwohner.
Gegen Ende des 19. und Anfang des 20. Jahrhunderts wurde die Havel in diesem Bereich durch Durchstiche begradigt und verbreitert.

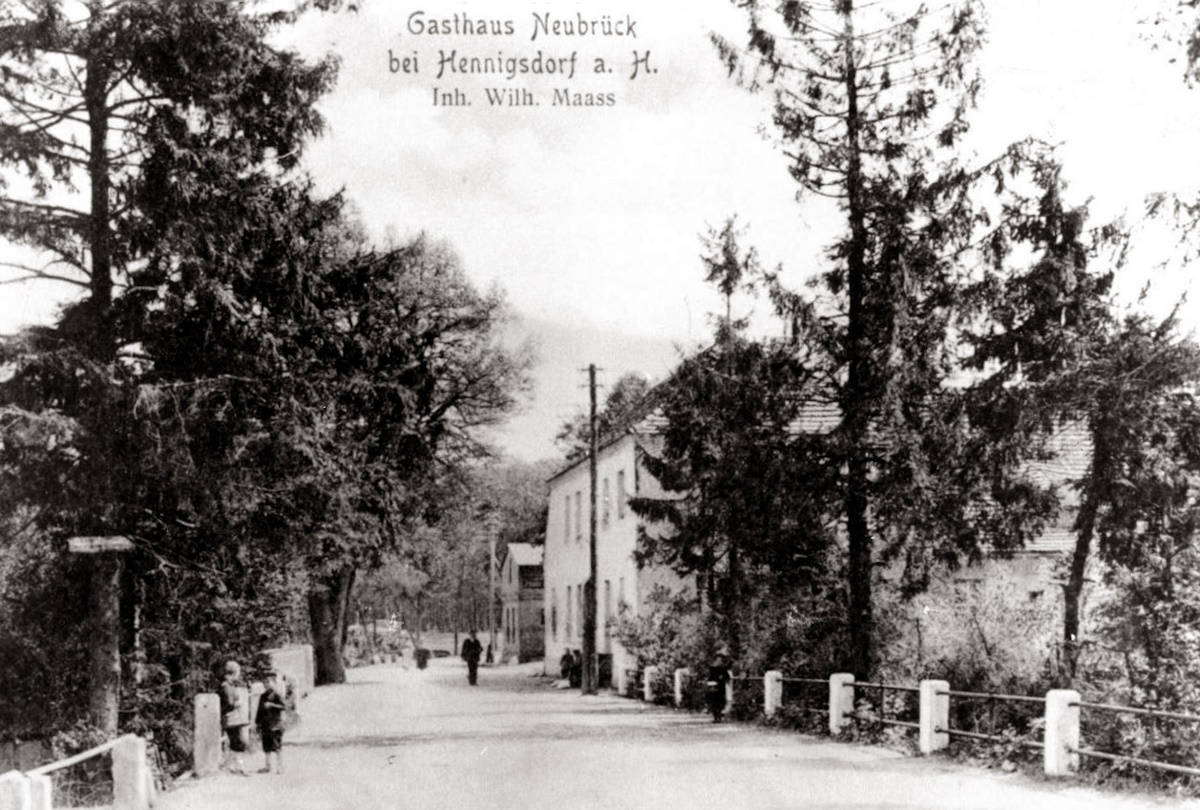
Neubrück um 1908 (Stadtarchiv Hennigsdorf). Im Hintergrund das heute noch vorhandene ehemalige Stallgebäude

Neubrück war dem Gemeindebezirk Stolpe im Niederbarnimschen Kreis zugeordnet. Kirchlich waren die Einwohner zumeist nach Hennigsdorf orientiert, standesamtlich war ab 1874 Tegel zuständig. Das nördlich entstandene Forstarbeiterhaus Schönhorn mit einer Holzablage, in dem 1880 Paul Schreier geboren wurde, gehörte zum Gutsbezirk Stolpe der Familie von Veltheim.
Nach der Reichsgründung wurden Brücken- und Chausseegelder abgeschafft, die nach 1871 genannten Betreiber des Gasthofes waren wahrscheinlich auch Eigentümer des Gebäudes (1875: Kube, 1880: Müller, 1898: Hartje, dann Beckmann und Maass, 1910: Köhler). Um 1920 gehört das Anwesen für einige Jahre der Hennigsdorfer AEG, die die Gastwirtschaft verpachtete (Gastwirt Aßmann). Weil es in Hennigsdorf noch keine Turnhalle gab, ließ der Eigentümer Turngeräte in den ehemaligen Pferdestall einbauen. Um 1928 wurde das gesamte Ensemble schließlich wieder verkauft (1929: Schulz). Auf der Havel war mittlerweile ein reger Ausflugsverkehr mit Schiffen und Booten entstanden, bei Neubrück wurden Bootsstege angelegt, ein Biergarten mit Kegelbahn lockte viele Besucher.

## Kriegsende 1945, Zerstörung
Als sich am frühen Morgen des 22. April 1945 die Rote Armee mit ihren Verbündeten von Stolpe kommend der Havel näherten, wurde die 1909 errichtete Straßenbrücke bei Neubrück von Wehrmacht und Volkssturm gesprengt, außerdem die beiden nebeneinanderliegenden Eisenbahnbrücken etwas weiter südlich, von denen eine aber erst nach Stunden einstürzte. Im Verlauf der Kämpfe wurde das alte Zollgebäude schwer getroffen – auch von deutschen Flugzeugen, die die Rotarmisten und die von ihnen errichteten Behelfsbrücken attackierten – und nach dem Krieg vollständig abgeräumt. Heute ist nur noch ein Stallgebäude erhalten.

## Sägewerk der Pianofabrik Johannes Schiller in Neubrück

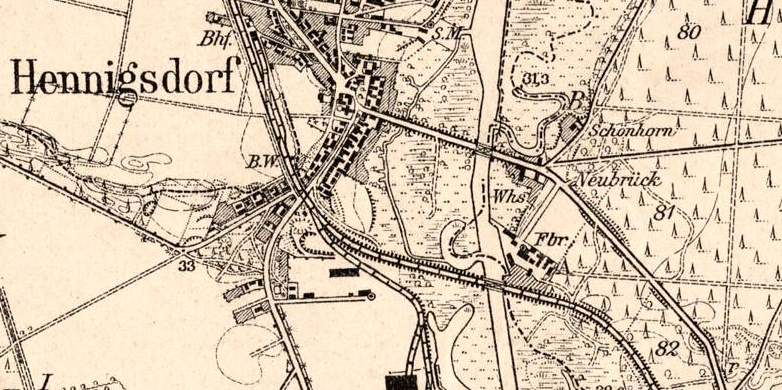
Neubrück und Umgebung um 1910

Ab 1904 entstand südlich des alten Zoll- und Brückenhauses – ebenfalls auf ehemaligem Stolper Gutsland der Familie von Veltheim – ein Sägewerk für die Berliner Pianofabrik von Johannes Schiller, die bis nach dem Zweiten Weltkrieg existierte und dessen Gebäude, darunter ein langgestrecktes Wohnhaus, Schillerhaus genannt, größtenteils noch existieren. 1925 hatte Neubrück zusammen mit dem Sägewerk 61 Einwohner.
Ende der 1940er Jahre wurden östlich der Pianofabrik Barackenunterkünfte der Kasernierten Volkspolizei errichtet, aus denen im Laufe der Jahre Unterkünfte für ein Grenzregiment der Grenztruppen der DDR mit zahlreichen Gebäuden, Garagen und Infrastrukturanlagen wurden (später Grenzregiment GR-38 im Grenzkommando Mitte). Das Regiment wurde im Frühjahr 1990 aufgelöst, nach einer kurzen Nutzung durch die Bundeswehr entstand nach Umbau und teilweisem Neubau eine seit 1994 genutzte Gemeinschaftsunterkunft für Asylbewerber.
1998 wurde das Gebiet östlich der Havel bis zur BAB 111, mit Neubrück, Stolpe-Süd und dem 1910 gebauten Wasserwerk Stolpe (mit den Teichen zur künstlichen Grundwasseranreicherung) nach Hennigsdorf eingemeindet.